# Роман Афтаназій

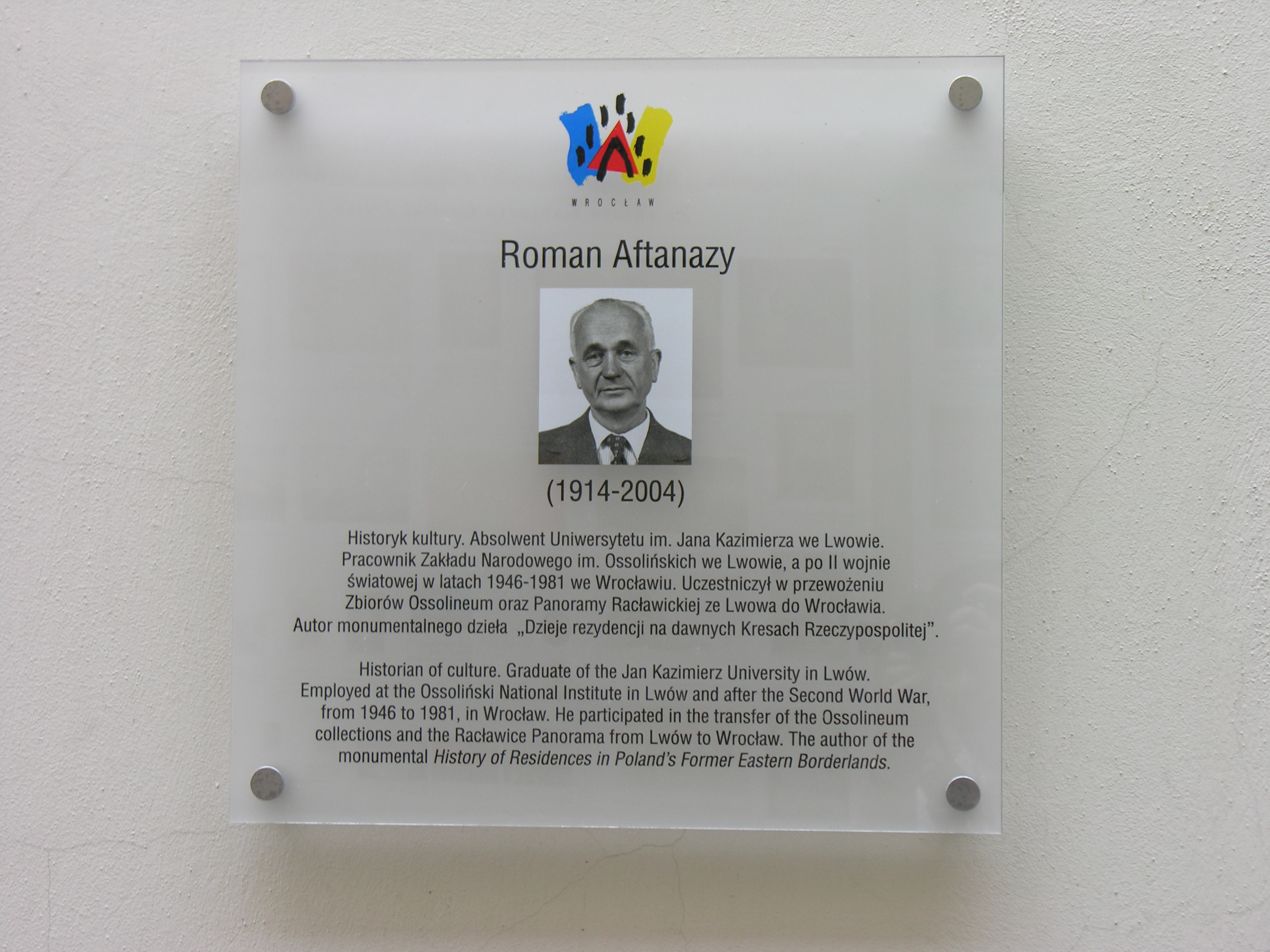

Роман Афтаназій (пол. Roman Aftanazy, нар. 2 квітня 1914, м. Моршин Львівської області — пом. 7 червня 2004, м. Вроцлав, Польща) — польський історик, бібліотекар, дослідник замків, палаців і особняків, автор монументальної праці «Dzieje rezydencji na dawnych kresach Rzeczpospolitej» («Історія резиденцій на давніх окраїнах Речі Посполитої», 11 томів), найбільший дослідник палацо-паркових ансамблів України.

## Життєпис
У 1934 р. вивчав гуманітарні науки у Львівському університеті Яна Казимира.
Отримав ступінь магістра філософії у 1946 р. в університеті Вроцлава.
З квітня 1944 р. працював у бібліотеці Оссолінеум у Львові, брав участь у збереженні колекцій та їх переведення в монастир і підземні церкви домініканців.
У січні 1945 р. був заарештований НКДБ в рамках масових арештів польської інтелігенції Львова і поміщений у в'язницю на 4 місяці. Після звільнення з в'язниці, був відновлений на роботі.
В квітні 1946 року виїхав в межах акції виселення польського населення зі Львова. Поселився у Вроцлаві, де 1 червня 1946 року почав працювати в Університецькій бібліотеці Вроцлава. 

## Публікації
- Roman Aftanazy: Materiały do dziejów rezydencji. Wyd. Instytut Sztuki PAN, 1986–1994 (11 томів)
- Roman Aftanazy: Dzieje rezydencji na dawnych kresach Rzeczypospolitej[pl]. Wydawnictwo Ossolineum, 1991–1997

## Історія резиденцій на давніх окраїнах Речі Посполитої
Загальна кількість сторінок: 5875, кількість ілюстрацій: 6853. Містить опис історії близько 1500 палаців та садиб та їх власників у східній частині Речі Посполитої. Перший том вийшов в 1986 році в обсязі 500 екземплярів. Обсяги з 5 по 11 були опубліковані в 1000 копій до 1993 року.
Про виданий твір автор говорив:
|  | «Nie moja to zasługa, lecz tematu» («Не моє то досягнення, а лише обраної мною теми»)» |

Том 1: Województwa: mińskie, mścisławskie, połockie, witebskie (Мінське, Мстиславське, Полоцьке, Вітебське воєводства)
Том 2: Województwa: brzesko-litewskie, nowogródzkie
Том 3: Województwo trockie, Księstwo Żmudzkie, Inflanty Polskie, Księstwo Kurlandzkie
Том 4: Województwo wileńskie
Том 5: Województwo wołyńskie (Волинське воєводство)
Том 6. Województwo bełskie. Ziemia Chełmska województwa ruskiego (Белзьке воєводство. Холмська земля руського воєводства)
Том 7: Województwo ruskie. Ziemia Halicka i Lwowska (Руське воєводство, Галицька та Львівська землі)
Том 8. Województwo ruskie. Ziemia Przemyska i Sanocka (Руське воєводство. Перемишльська та Сяноцька землі)
Том 9. Województwo podolskie (Подільське воєводство)
Том 10. Województwo bracławskie (Брацлавське воєводство)
Том 11. Województwo kijowskie oraz uzupełnienia do tomów 1-10 (Київське воєводство, доповнення до 1-10 томів)